# ロード&スカイ
株式会社ロードアンドスカイ（ロード&スカイ、ロード・アンド・スカイとも表記。英文社名：ROAD AND SKY Co.,Ltd.）は、東京都渋谷区にある日本の芸能事務所。音楽制作者連盟に加盟。

## 概要
1974年のプロデビュー以降、浜田省吾はホリプロに所属していたが、音楽的な方向性の違いやコンサート・ビジネスに対する考え方の違いから、独立を考え始める。特に、1982年に浜田が太陽光発電所での野外ライブを提案した際に、政治色の強いイベントに消極的なホリプロ側との溝を埋められず、最終的に堀威夫社長に直談判し独立を了承された。
事務所の代表取締役社長には浜田のマネージャーである高橋信彦が就任。彼は愛奴の元ベーシスト。浜田はあくまで所属音楽家として契約、経営には一切参画しないという方針を採った。
事務所設立によって、コンサート会場やバンド・メンバーのブッキングが自由に行えるようになる。事務所を支えるという目的もあって、1980年代は毎年100本近いコンサート・ツアーをこなした。
長らく浜田の個人事務所状態であったが、1990年代に入り「そろそろ後輩を育てていく時期じゃないか」ということになり、メジャー・デビューに際してスピッツと契約する。デビュー後しばらくはヒットに恵まれなかったが、1995年に「ロビンソン」が大ヒット。以降、浜田とスピッツの二枚看板で事務所を支えていく（2001年からスピッツのマネジメントは「Grass Hopper」として分社化）。
また、ラジオ番組で浜田が語ったところによると、メジャー・デビュー時のUNICORNと契約する話が持ち上がったという。同じ広島出身ということもあり話が進められたが、結局実現しなかった。
1995年7月1日、ロード&スカイ所属のアーティストが集まり、阪神・淡路大震災復興支援のチャリティー・シングルとして「我が心のマリア/恋は魔法さ」を発売している。
その後、尾崎豊（すぐに独立）や斉藤和義、三浦知良が所属するなど、日本の芸能・音楽事務所としては中堅規模のグループに発展している。2001年4月には大幅な組織改編が行われ、マネジメント事務所の他に、音楽出版社、ファンクラブ運営会社など体系別に分社化された。2005年にはアニプレックスと共同で声優のマネジメントを目的とした事務所「ボイスアンドハート」を設立（現在はマネジメントから撤退）。

## 社名の由来
ロード&スカイという事務所名は、浜田が敬愛するアメリカのシンガーソングライター、ジャクソン・ブラウンの楽曲「Road and the sky」から拝借している。
「ロード」はコンサート・ツアーを、「スカイ」はレコード制作をそれぞれ意味している。

## 所属アーティスト
- Road & Sky
  - 浜田省吾
  - 町支寛二
  - 中嶋ユキノ
- Grass Hopper
  - スピッツ
  - ズーカラデル
- Rumble Cats
  - 斉藤和義
- HATTRICK
  - 三浦知良

## 関連会社
- 株式会社ロードアンドスカイ・オーガニゼイション - 所属アーティストのグッズを販売するオンラインショップ「Road & Sky Group ON-LINE STORE」を展開。Origaも生前所属していた。
- 株式会社グラスホッパー - スピッツが所属。
- 株式会社ジェマティカ・レコーズ - レコード会社。ロードアンドスカイからの移籍者もある。
- ボイスアンドハート

## かつて在籍したアーティスト
※ジェマティカ・レコーズに所属している者についてはGRと記載する。
- 尾崎豊
- 梁邦彦GR
- 区麗情GR
- 大森洋平
- Leyona
- OLD
- 野宮真貴GR
- OLDE WORLDE（2015年5月現在は株式会社ビッグ・ナッシングに在籍）
- Origa（ロードアンドスカイ・オーガニゼイション所属時に死去）
- 赤い公園（ソニー・ミュージックアーティスツに移籍→2021年解散）